# Уразаев, Рустам Ренатович
Рустам Ренатович Уразаев (21 января 1958, Ташкент — 18 мая 2023, Москва) — советский, узбекский и российский актёр театра, кино и телевидения, кинорежиссёр. Член Союза кинематографистов России.

## Биография
Рустам Ренатович Уразаев родился 21 января 1958 года в Ташкенте. Его отец, служивший дипломатом, в начале 1960-х годов выехал с семьёй в Джакарту, в Индонезию. Там в 1965 году Рустам начал обучение в школе при Советском посольстве. Вернувшись в СССР, продолжил учиться в ташкентской средней школе № 110. По её окончании в 1977 году поступил на отделение дизайна и художественного оформления Республиканского художественного училища имени П. Бенькова, окончил его в 1983 году. Учился с перерывом в 1978—1980, связанным со службой в Советской армии. В 1983 году стал студентом вечернего отделения исторического факультета Ташкентского университета имени В. И. Ленина. Учёбу совмещал с работой старшим инструктором по рекламе Узбекского республиканского совета по туризму и экскурсиям и инструктором по рекламе Управления спортивных сооружений Узсовпрофа. В 1987 году окончил университет.
Умер от рака 18 мая 2023 года в Москве. Прах захоронен в колумбарии на Ваганьковском кладбище.

## Актёрская карьера
Рустам Уразаев начал свою актёрскую карьеру в 1974 году. В 70-е, 80-е и 90-е годы в основном был занят в картинах производства киностудий Центральной Азии. Он получал в некоторых проектах и главные роли.

## Фильмография

### Актёрские работы
- 1975 — Эти бесстрашные ребята на гоночных автомобилях — Анвар
- 1977 — Дом под жарким солнцем / Jazirama quyosh ostidagi uy — Улугбек
- 1978 — Повар и певица — повар Тахир (вокал — Геннадий Трофимов)
- 1982 — Юность гения — эпизод
- 1982 — Захват — «Красавчик» (Акбар Юсупов)
- 1982 — Если любишь… — Сабир
- 1983 — Заложник — Ахмад
- 1985 — Прощай, зелень лета — сын Артыка Алиевича
- 1985 — Проводы невесты
- 1987 — Желаем счастья
- 1987 — Случай в аэропорту — Акмал Саидович Саидов
- 1988 — Смерч
- 1989 — Шок — Шахбоз
- 1989 — Шакалы — Рустам, демобилизованный «афганец»
- 1989 — Гу-га — особист, старший лейтенант
- 1990 — Рок-н-ролл для принцесс — эпизод
- 1990 — Принц привидение — Ахмет, принц
- 1990 — Восточный коридор, или рэкет по… — султан (озвучил Андрей Градов)
- 1991 — Век просвещения (El siglo de las luces / Le siècle des lumières) — Эстебан
- 1992 — Тайна папоротников — игрок
- 1992 — Ангел в огне / Olovdagi Farishta
- 1993 — Красный поезд / Qırmızı qatar — Порвин
- 2003 — Родина ждёт — Мезрак
- 2005 — Частный детектив (телесериал) — Нестор
- 2006 — Псевдоним «Албанец» (телесериал) — Мигель Санчес, баскский террорист
- 2006 — Обратный отсчёт — Саид Мизрахи, журналист
- 2007 — Одна любовь на миллион — Керим
- 2008 — Мираж — Джамал (озвучивает Тигран Кеосаян)
- 2009 — Меч — Коренев, командир отряда «Альфа» (нет в титрах)
- 2010 — Стреляющие горы — капитан Джабиев
- 2011 — Знахарь 2: Охота без правил — Хадид
- 2012 — Легавый — Жора Майкопский, вор в законе
- 2019 — Вирус — Вячеслав Терлецкий, глава администрации города Грибова

### Режиссёрские работы
- 2006 — 2007 — Женские истории
- 2007 — 2022 — След
- 2008 — Глухарь
- 2009 — Меч
- 2010 — Стреляющие горы
- 2010 — Мент в законе 2
- 2012 — Легавый (совместно с Сергеем Артимовичем)
- 2013 — Учитель в законе. Возвращение
- 2014 — Законы улиц
- 2016 — Паутина 10
- 2017 — 2018 — Свидетели
- 2017 — Паутина 11[7]
- 2019 — Вирус